# Ole Berg
Ole Berg, född 1890, död 1968, var en norsk militär.
Ole Berg var som överstelöjtnant chef för 6. brigaden under striderna 1940 i Nord-Norge. Efter att styrkorna i Nord-Norge kapitulerat den 10 maj 1940, var han med i en grupp ledd av major Olaf Helset som skulle samle de olika motstandsgrupperna under en gemensam ledning i det som skulle bli Milorg. Efter att Helset blev arresterad av tyskarna i februari 1941 tog Ole Berg över ledarskapet i Det militære råd och fungerade fram till det att han måste fly till Sverige i januari 1943. I Sverige blev han formellt militärattaché vid den norska legationen, men fungerade i praktiken som chef för de i Sverige under kriget uppsatta norska "polistrupperna". 
Vid krigsslutet ledde han deras inryckning i Norge den 10 maj 1945. Han steg sedan snabbt i graderna och blev norsk överbefälhavare (forsvarssjef) 1946–1953.